# Алєксєєв Микола Миколайович
Алєксєєв Микола Миколайович (1 листопада 1893, Ржев, Тверська губернія — 9 грудня 1937, Москва) — політичний діяч, член ВУЦВК.
Член УПЛСР (борбистів), РКП(б).
Народився у сімʼї земського агронома. 1912 р. закінчив Харківську гімназію, навчався на юридичному факультеті Харківського університету.
Протягом 1915-1917 рр. перебував на засланні в Іркутській губернії. На початку 1917 р. мобілізований до армії. У травні 1917 р. повернувся до Харкова, де очолив місцеву організацію есерів.
Обраний до складу Всеросійських установчих зборів по Харківській виборчій окрузі. Заступник наркому землеробства РРФСР.
Протягом 1918-1919 рр. – лідер борьбистів. З 1919 – член РКП(б).
Депутат Народних Зборів Далекосхідної Республіки.
У 1920 р. – завідувач оргвідділом Одеського губкому КП(б)У. Член ВУЦВК.
З січня 1921 р – працює в органах ГПУ-ОГПУ-НКВД, зокрема у Іноземному відділі. Як розвідник працював у Парижі та Лондоні.
У 1930-ті рр. – повноважний представник ОГПУ в кількох регіонах, помічник начальника  ГУЛАГ НКВД. В 1937 заступник начальника «Волгостроя». 
Заарештований у 27 червня 1937 р. Засуджений Комісією НКВД СРСР та Прокуратури СРСР 1 грудня 1937 за шпигунську та підривну діяльність. Розстріляний 9 грудня 1937 р. . Реабілітований 1956 р.